# カンテッロ
カンテッロ（伊: Cantello）は、イタリア共和国ロンバルディア州ヴァレーゼ県にある、人口約4,700人の基礎自治体（コムーネ）。

## 地理

### 位置・広がり

#### 隣接コムーネ
隣接するコムーネは以下の通り。括弧内のCOはコモ県、CH-TIはスイスティチーノ州所属を示す。
- アルチザーテ
- クリーヴィオ
- マルナーテ (Malnate)
- ローデロ (CO)
- ソルビアーテ・コン・カーニョ (カーニョ) (CO)
- Stabio (CH-TI)
- ヴァレーゼ
- ヴィッジュ

### 地震分類
イタリアの地震リスク階級 (it) では、4 に分類される
。